# Parabasalia
Parabasalia – jednokomórkowe, cudzożywne protisty zwierzęce z supergrupy Excavata. Występują pod postacią wiciowców, a w ich komórkach mitochondria mają formę hydrogenosomów. Energię uzyskują w procesach beztlenowych z wydzieleniem wodoru jako produktu ubocznego. Jedna z wici może tworzyć błonkę falującą. 
Do typu tego należą formy symbiotyczne i pasożytnicze takie jak rzęsistki (Trichomonadina).